# Jundiaí (tiểu vùng)
Jundiaí là một tiểu vùng thuộc bang São Paulo, Brasil. Tiều vùng này có diện tích 1532 km², dân số năm 2007 là 565895 người.